# Jacob Baert

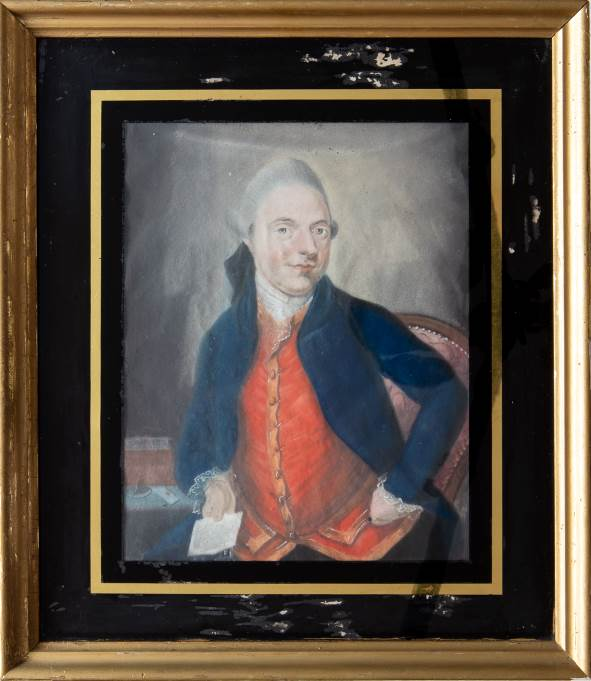
Jacob Baert (1744-1796)

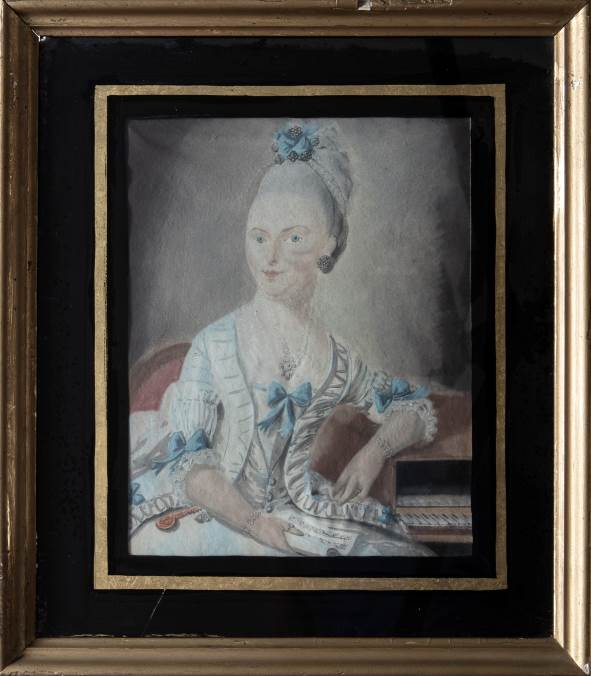
Johanna Margaretha Winder (1744-1782) echtgenote van Jacob AdriaenszBaert

Jacob Baert, heer van Cranenbrouck (Alkmaar,  11 november 1744 - aldaar, 13 januari 1796) was burgemeester van de Noord-Hollandse plaats Alkmaar.

## Levensloop
Jacob Baert was een telg uit het geslacht Baert en werd op 11 november 1744 geboren te Alkmaar in de toenmalige Republiek der Zeven Verenigde Nederlanden als het tweede kind van vijf kinderen en eerste zoon van Adriaen Jacobsz. Baert (1707-1763), vroedschap, schepen en burgemeester te Alkmaar en Maria Marchant (1708-1757). Hij huwde Johanna Margaretha Winder (1744-1782), dochter van Willem Winder (overleden 18 november 1748), vroedschap, schepen en burgemeester te Alkmaar. Zij overleed op 31 december 1782 en is op 7 januari 1783 begraven in de Grote Kerk van Alkmaar. Uit dit huwelijk werden vijf kinderen geboren.
Jacob Baert overleed op 13 januari 1796 te Alkmaar, Bataafse Republiek en is op 19 januari 1796 begraven in de Grote Kerk van Alkmaar.

## Loopbaan
Gedurende zijn leven heeft Jacob Baert een diversiteit aan functies bekleed in en om Alkmaar:
- 1768 - 1774: Schepen van Alkmaar
- 1772 - 1788: Raad van Alkmaar, lid van de Vroedschap Alkmaar
- 1775 - 1782: Namens Holland en Alkmaar Ordinaris gedeputeerde Staten-Generaal der Verenigde Nederlandse Provinciën (1588-1796)
- 1778 - 1781: Namens Holland en Alkmaar gecommitteerde Raad van State (1588-1795)
- 1782 - 1785: Thesaurier van Alkmaar
- 1785           : Lid van de Admiraliteit van het Noorderkwartier, hoogheemraad van de uitwaterende sluizen van Kennemerland en West-Friesland
- 1786           : Burgemeester van Alkmaar
- 1787           : Dijkgraaf van de Hondbosschen en duinen te Petten
- 1787 - 1788: Namens Holland en Alkmaar Gecommitteerde Admiraliteit in het Noorderkwartier (1589-1795)
- Met de omwenteling van 1795 werd hij uit zijn ambten ontzet.